# Kurt Babel
Kurt Babel (10. října 1897 Lehnice – 20. února 1968 Praha) byl československý politik a poslanec Národního shromáždění republiky Československé za Komunistickou stranu Československa.

## Biografie
Byl synem dělníka a služebné. Vyučil se tesařem. Narodil se v Lehnici v tehdejším Prusku. Za první světové války bojoval v armádě, ale přeběhl na ruskou stranu. Po roce 1918 přesídlil do severních Čech, kde pracoval u Československých státních drah. Byl aktivní v odborech. Od roku 1925 byl členem KSČ a od roku 1935 tajemníkem krajského výboru KSČ v Teplicích. V této funkci působil až do okupace pohraničí roku 1938.
Podle údajů k roku 1929 byl profesí železničářem v Nových Drmalech.
V parlamentních volbách v roce 1929 získal za KSČ poslanecké křeslo v Národním shromáždění.
Pocházel z Chomutova. V roce 1938 řídil poslední zasedání okresního výboru KSČ v Ústí nad Labem před obsazením pohraničí. Na zasedání se řešil přechod strany do ilegality a ochrana funkcionářů před nacistickými represemi. Za druhé světové války pobýval v exilu ve Velké Británii.
Po roce 1945 se vrátil do Československa a působil v Praze jako pracovník Ústředního výboru Komunistické strany Československa. Byl novinářem a redaktorem listu Aufbau und Frieden, který byl listem německých pracujících v Československu.
Byl mu udělen Řád republiky.